# 李昶志
李昶志（1988年5月26日－），高雄市人，台灣青年政治人物，国立中山大学公共事务管理研究所博士，現任中華青年創新網絡協會榮譽理事長、中華議事員協會監事、中華青雁和平教育基金會青年發展委員會委員，中國國民黨20全黨代表。被認為是國民黨中洪秀柱派青年代表人物。

## 生平
李昶志出身高雄，大學期間積極參與學生自治活動，曾任宿舍管委會主委、學生議會議長、評議會主席等職務。學生期間即擔任學生自治領域講師，專長為議事規則，在該領域頗負盛名，大學期間即為國民黨青年團分團長，就讀逢甲大學公共政策研究所期間與劉典倡、林谷隆、角政治等人創辦中華青年創新網絡協會。
原為立法委員紀國棟助理，後於2016年台灣總統大選期間，與徐巧芯共同擔任國民黨候選人洪秀柱發言人，洪秀柱遭到撤換後繼續擔任其辦公室發言人，曾於媒體發言稱洪秀柱遭到國民黨內派系封殺。後參選國民黨青年團團長，被視為洪系代表。

## 政治光譜
李昶志出身洪系，被視為是強烈反對台獨的國民黨人士，曾在中評社訪問中強烈譴責民進黨以台獨欺騙選票。